# 후쿠오카역
후쿠오카역(일본어: 福岡駅, ふくおかえき)은 일본 도야마현 다카오카시에 있는 아이노카제토야마 철도의 철도역이다. 역명과는 달리 후쿠오카현 소재 역이 아니다.

## 역 구조
2면 3선 구조의 지상역이다. 역사는 서쪽의 1번 승강장 쪽에 있으며, 다른 승강장과는 구름다리로 이어져 있다. 도야마 지역 철도부가 관리하는 업무 위탁역으로, 영업은 JR 서일본 가나자와 메인텍이 대신 하고 있다.

### 승강장
| 1 | ■ 아이노카제토야마 철도선 | 다카오카 · 도야마 방면   |
| 2 | (예비 승강장)             |                          |
| 3 | ■ 아이노카제토야마 철도선 | 이스루기 · 가나자와 방면 |

## 역세권 정보
- 간도강

## 역사
- 1898년 11월 1일: 관설철도 (뒷날의 일본국유철도) 호쿠리쿠 본선 가나자와역 ~ 다카오카 역 구간 개통과 동시에 개업.
- 1987년 4월 1일: 민영화에 따라 서일본 여객철도의 소속이 되었다.
- 2015년
  - 3월 14일: 호쿠리쿠 신칸센의 연장에 따라, 아이노카제토야마 철도로 소속이 이관되었다.
  - 3월 26일: ICOCA 도입.

## 인접역
| 아이노카제토야마 철도 아이노카제토야마 철도선 | 아이노카제토야마 철도 아이노카제토야마 철도선 | 아이노카제토야마 철도 아이노카제토야마 철도선 |
| --------------------------------------------- | --------------------------------------------- | --------------------------------------------- |
| 이스루기 가나자와 방면                        | 보통                                          | 니시타카오카 도야마 방면                      |